# Маригодов Костянтин Лукич
Мариго́дов Костянтин Лукич (рос. Мариго́дов Константин Лукич; 1 (13) грудня 1891, містечко Свинюхи, Володимир-Волинський повіт, Волинська губернія  — 1943?) — російський поет.

## Життєпис
Народився 1(13) грудня 1891 в сім'ї волосного писаря. Мати полька католицького віросповідання. Початкову освіту отримав в Луцькій гімназії, пізніше навчався в чоловічій гімназії міста Городні, Чернігівської губернії яку закінчив в 1914 році здавши екзамени екстерном. Навчався на історико-філологічному факультеті Московського університету (не закінчив). З 1918 року викладав російську мову і літературу в середній школі та педагогічному технікумі Городні. Був директором трудової школи (1921 р.)
16.04.1938 р. арештований за вироком Городнянського РВ НКВС УРСР, стаття 54-10 УК УССР, 54-11 УК УССР але справу було припинено за браком доказів для передачі справи до суду 18.09.1938 р.
24.08.1941 р. добровільно пішов на фронт а в 1943 р. зник безвісти (по іншим даним загинув в таборі для військовополонених поблизу річки Сула Полтавської області).

## Творчість
—К. Маригодов
Перші вірші поета опубліковані 1915—1916 рр. в журналі «Млечный путь» під редакцією А. М. Чернишова: «Если бы вы знали, как я рад…», «Выход осени», «Странник» (№ 4(1) за 1915 р., а також № 5 (12), № 7 за 1916 р.).
Вірш «Requiem» написаний в 1914 році, опублікований в 1916 р. в збірнику «Студенчество жертвам войны» та «Осенние звезды» на тему природи та жахів війни.
1917 р. у Москві видав збірник «Проселокъ» присвячений Чернишову і побудований по народному календарному циклу — «Март», «Покос», «Колядки», «Первоцвет». Поезії пронизані радістю буття, ліричне «Я» розчинене в гармонії світобудови. Деякі образи і мотиви стали поетичним відкриттям, як наприклад одомашнена пастернаківська природа: «Зима покончила с побелкой / Двора и сада. До утра / Метели ткут на посиделках…»
Людина-діяч, яка несе руйнацію притаманну цивілізації, протиставлена чистоті дитячого єднання з природою вихором звуків, запахів і озвученням кольору.
Джерело словотворчості Маригодова в народному сприйнятті природи і буття, якому надана гарна поетична форма: «чудовень», «вздыхальцы», «певни».
Літературний критик Д. І. Вигодський, рецензент журналу «Летопись», вчителями Маригодова називав М. О. Клюєва та С. О. Єсеніна, відмічаючи сором'язливість та юнацько-нерішучий тон поета.
В 1917—1918 рр. вірші поета включались в представницький збірник «Сполохи» (кн. 11— 12) а в 1920 році в Городні вийшла збірка «Вереск. Перепевы» присвячена К. Гамсуну і навіяна читанням його творів. В 1920 готувалась до видання збірка «Праздник. Стихи».

## Родина
- старший брат — Маригодов Володимир Лукич, був директором Городнянської чоловічої гімназії.
- син — Маригодов Володимир Костянтинович (14.06.1930 — 17.06.2018 р.), професор кафедри суднових і промислових електромеханічних систем Севастопольського національного технічного університету.

## Пам'ять
вулиця Братів Маригодових в м.Городня Чернігівської області.